# Pestrosvítivec černý
Pestrosvítivec černý (Malacosteus niger) je hlubokomořská paprskoploutvá ryba z čeledi světlonošovití (Stomiidae), jeden ze zástupců nepočetného rodu Malacosteus. Přirozeně se vyskytuje ve všech oceánech od arktických oblastí na severní polokouli (66° severní šířky) až po přibližně 35° jižní šířky na jižní polokouli. Obývá mezopelagiál a batypelagiál, pravděpodobně neopouští hloubky pod 500 metrů.
Maximální zaznamenaná délka pestrosvítivce černého činila asi 25,6 cm. Stavba jeho těla vykazuje několik adaptací, které nasvědčují schopnosti lovit velkou kořist – snad i větší, než je ryba sama. Rozteč čelistí nabývá jedněch z nejvyšších relativních hodnot mezi všemi rybovitými obratlovci, přičemž spodní čelist měří přibližně čtvrtinu délky dospělce. Ústa samotná nemají dno. Čelisti jsou vybaveny zvětšenými zuby, k nimž se navíc přidružují přídatné zuby v přední části trávicí trubice. Přední obratle neosifikují, snad aby umožnily extrémní záklon hlavy nazad. Navzdory těmto zjevným přizpůsobením však analýza obsahu trávicího traktu různých jedinců ukázala, že hlavní složku jídelníčku tvoří zooplankton, zejména klanonožci.
Pestrosvítivec je vybaven několika různými fotofory, díky nimž může produkovat světlo. Velikost postorbitálního fotoforu představuje pohlavně dimorfní znak, snad indikující kvalitu konkrétních samců podobně jako jiné druhotné pohlavní znaky obratlovců. Pozoruhodným zjištěním se stal objev bakteriochlorofylů v sítnici těchto ryb, které zajišťují citlivost fotoreceptorů na dlouhovlnné záření, jež sahá až za hranici lidmi viditelné červené. Červené světlo vyzařované bioluminescenčními orgány může sloužit pro specifickou vnitrodruhovou komunikaci a snad i k detekci kořisti, jež jej nemusí být schopna vnímat (jde o světelnou analogii echolokace).